# کلاته رئیسی
کلاته رئیسی یا کلاته رئیس روستایی در دهستان میغان بخش مرکزی شهرستان نهبندان استان خراسان جنوبی ایران است. بر پایه سرشماری عمومی نفوس و مسکن در سال ۱۳۹۰ جمعیت این روستا ۵۹ نفر (در ۱۶ خانوار) بوده‌است.